# 胡代光
胡代光（1919年？月—2012年12月22日），男，四川新都人，祖籍湖北黄安（今湖北省红安县），中国经济学家。

## 生平
1930年代就读于四川省树德中学。1944年7月，毕业于国立武汉大学经济系。1947年7月，获中央大学经济研究所硕士。1984-1988年任北京大学经济系系主任、经济学院院长。此外担任第七届全国人大常委会委员，第七届全国人大财政经济委员会委员，第六届、七届、八届民革中央委员会常务委员。